# Calamoncosis pauliani
Calamoncosis pauliani är en tvåvingeart som först beskrevs av Seguy 1953.  Calamoncosis pauliani ingår i släktet Calamoncosis och familjen fritflugor.
Artens utbredningsområde är Madagaskar. Inga underarter finns listade i Catalogue of Life.